# Graafschap Leiningen

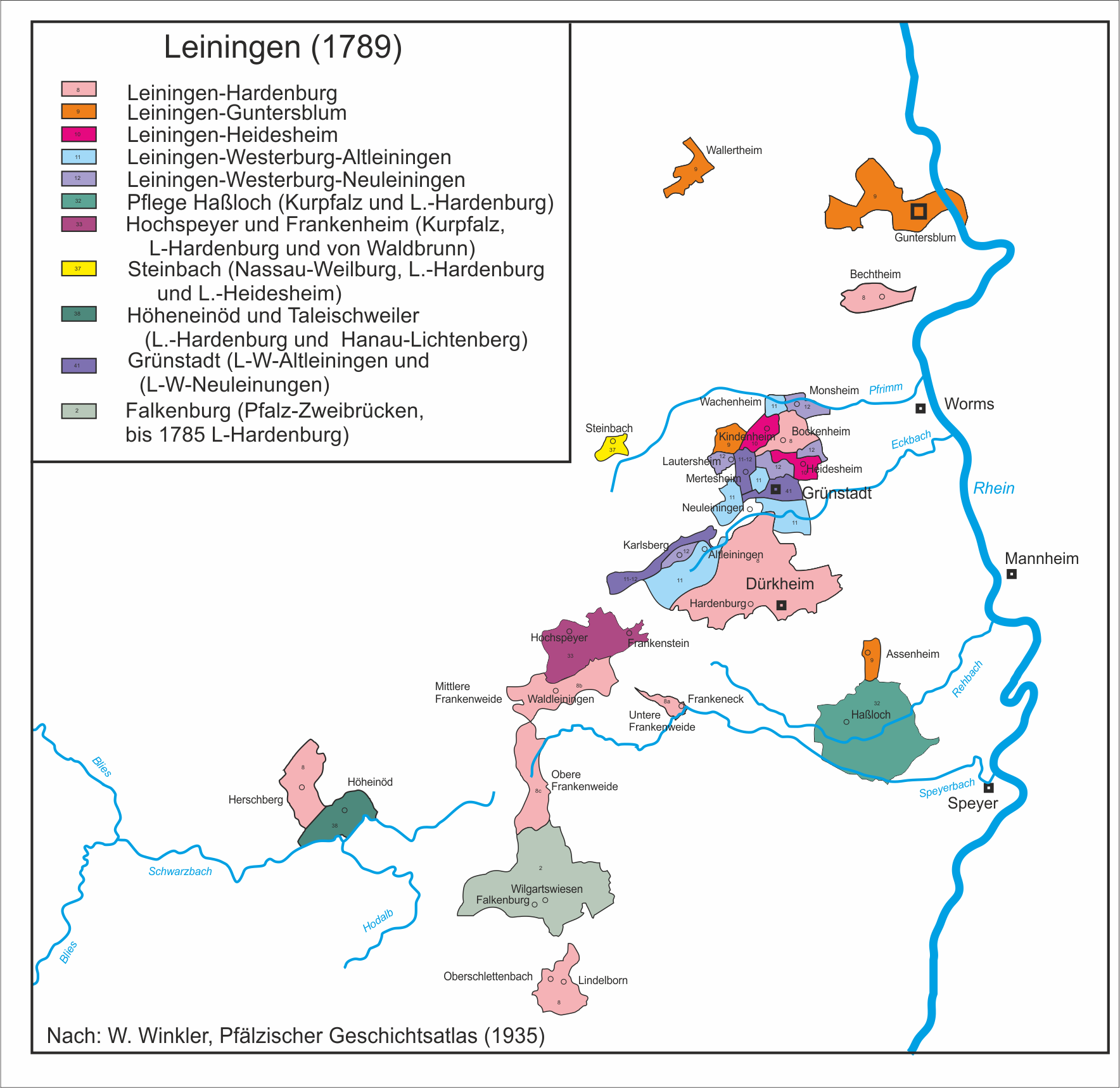
kaart van de graafschappen in 1789

Het graafschap Leiningen in Rijnland-Palts is in de elfde eeuw ontstaan uit de resten van enige gouwen en heeft zich niet ontwikkeld tot een aaneengesloten geheel. In de loop der eeuwen raakte het door delingen nog sterker versnipperd.
Vanaf het einde van de elfde eeuw zijn er graven van Leiningen bekend. In 1086 Emich I als graaf in de Wormsgouw en in 1128 Emich II als graaf van Leiningen. Ze hadden bezittingen in de Worms-gouw en de Nehe-gouw. Hun hoofdburcht Altleiningen ontstond tussen 1110 en 1120. In 1204 verwierven ze de landvoogdij over de Speyer-gouw en de voogdij over het klooster Limburg an der Haardt. Toen ze in 1220 uitstierven in mannelijke lijn, vererfden de goederen via de zuster van de laatste graaf, Lukardis aan graaf Frederik van Saarbrücken, die de naam en het wapen van Leiningen aannam en daarnaast de Hardenburg van vaderskant erfde. In 1223 komt door vererving via een moeder ook het graafschap Dagsburg als leen van het prinsbisdom Straatsburg in het bezit van de graven. In 1312 de landvoogdij van de Neder-Elzas.
In 1317/8 vindt er na de dood van graaf Frederik IV in 1316 een deling plaats onder zijn twee zonen: 
- Frederik V (geb. 1277) van Leiningen-Leiningen krijgt Oggersheim, Gräfenstein, Madenburg, half Dürkheim, Grünstadt,  Herxheim, Freinsheim, Sülzen, Tiefenthal, Lautersheim, Asselheim, Ebertsheim, Boßweiler, Niefernheim, Dagsburg en Ormes.
- Joffrid I (Godfried, geboren voor 1304) van Leiningen krijgt de heerlijkheid Hardenburg, Guttenberg, Falkenburg en Guntersblum

De laatste graaf uit de tak Leiningen-Leiningen is Hesso. Hij wordt in 1444 door keizer Frederik III (1415-1493) tot vorstelijk landgraaf in de Elzas verheven, maar overlijdt 8 maart 1467 zonder mannelijke nakomelingen. De zuster van Hesso, Margaretha, is gehuwd met graaf Reinhard III van Westerburg. Deze maakt aanspraken op de erfenis en weet met behulp van Keur-Palts het grootste deel van de erfenis te verwerven. Die steun kost hem wel de afstand van 23 dorpen aan Keur-Palts. Slechts het graafschap Dagsburg een klein deel van het graafschap Leiningen komt aan de jongere tak van Joffrid I.
De twee families noemen voortaan zich respectievelijk graaf van Leiningen-Westerburg en graaf van Leiningen-Dagsburg.
In de achttiende eeuw zijn er dan de volgende vier graafschappen:
- graafschap Leiningen-Westerburg-Altleiningen te Grünstadt
- graafschap Leiningen-Westerburg-Neuleiningen te Westerburg
- graafschap Leiningen-Dagsburg-Hardenburg te Dürkheim
- graafschap Leiningen-Dagsburg-Falkenburg te Heidesheim